# Erytroblast
Erytroblast (gr. erythros czerwony, blastos zawiązek) – komórka macierzysta erytrocytu. 
Erytroblasty licznie występują w narządach krwiotwórczych, które u dorosłych ssaków stanowi szpik kostny. Tam przechodzą proces dojrzewania, dzieląc się i gromadząc w cytoplazmie hemoglobinę, jednocześnie tracą jądro oraz inne organella komórkowe. Proces powstawania erytrocytów (przez stadium erytroblastów) nosi nazwę erytropoezy, wymagającej do zajścia żelaza, kobalaminy, kwasu foliowego, pirydoksyny, kwasu askorbinowego, białek (m.in. globina) oraz hormonów (m.in. erytropoetyna). Najwięcej erytroblastów występuje w embrionalnej krwi, natomiast niezwykle rzadko występują w krwiobiegu dorosłej osoby, gdzie ich okres półtrwania wynosi u osoby zdrowej 30 dni. 

## Podział erytroblastów
- Proerytroblast (pronormoblast) - prekursor erytrocytowy, od którego rozpoczyna się stadium dojrzewania i różnicowania krwinek z linii normoblastów (erytroblastów). Jest komórką o średnicy 15,0 µm - 20,0 µm. Jądro komórkowe jest centralnie położone, zawiera od dwóch do trzech jąderek. Chromatyna jądra ma charakter grubogrudkowy, cytoplazma jest jednorodna i zagęszczona.
- Erytroblast zasadochłonny (normoblast zasadochłonny, bazofilny) - powstaje z dojrzałego proerytroblastu, w wyniku jego podziału na dwie komórki potomne. Jego średnica wynosi od 10,0 µm - 17,0 µm. Jądro nie posiada jąderek.
- Erytroblast polichromatyczny (obojętnochłonny, polichromatofilny) - w cytoplazmie obok stref kwasochłonnych wykazuje strefy zasadochłonne i z tego wynika jego obojętny charakter. Powstaje w wyniku podziały erytroblastu zasadochłonnego i posiada zbliżoną do niego wielkość (12,0 - 15,0 µm). Jądro komórkowe jest położone centralnie, brak w nim jąderek.
- Erytroblast kwasochłonny (eozynofilny, ortochromatyczny) - powstaje z erytroblastu obojętnochłonnego, w wyniku jego podziału. Jego średnica wynosi 8,0 µm - 12,0 µm. Cytoplazma ma barwę różowoczerwoną, podobną do zabarwienia erytrocytu (w wyniku syntezy hemoglobiny).
- Retikulocyt - niedojrzała postać erytrocytu, jako pierwsza nie posiadająca jądra komórkowego. Retikulocyt przybiera kształt soczewki dwuwklęsłej, co następuje w wyniku utraty swoich organelli, podczas przechodzenia w dojrzały erytrocyt. W przeciwieństwie do początkowych form posiada (oprócz zaniku jądra) elastyczną komórkę.